# رودلف ولترس
رودلف ولترس (۳ اوت ۱۹۰۳-۷ ژانویه، ۱۹۸۳) معمار و مسئول دولتی آلمانی بود که به خاطر نزدیکی درازمدتش با دوست معمار و مسئول رایش سوم، آلبرت اشپر مشهور است. او که دوست و زیردست اشپر بود در دوره زندانی بودن او کاغذهایی را که زندان اشپانداو از اشپر قاچاق می‌شد را برایش نگه می‌داشت و در ۱۹۶۶ منتشرشان کرد. پس از رهایی اشپر، دوستیشان پایان یافت زیرا ولترس شدیداً به اشپر به خاطر سرزنش کردن هیتلر و دیگر ناسیونال سوسیالیستها به دلیل هولوکاست در جنگ جهانی دوم اعتراض کرد و آنها در دهه قبل از فوت اشپر همدیگر را ندیدند.